# Daniah Hagul
Daniah Hagul, född 7 februari 1999, är en libysk simmare.
Hagul tävlade för Libyen vid olympiska sommarspelen 2016 i Rio de Janeiro, där hon blev utslagen i försöksheatet på 100 meter bröstsim.